# Ngỗng Ấn Độ

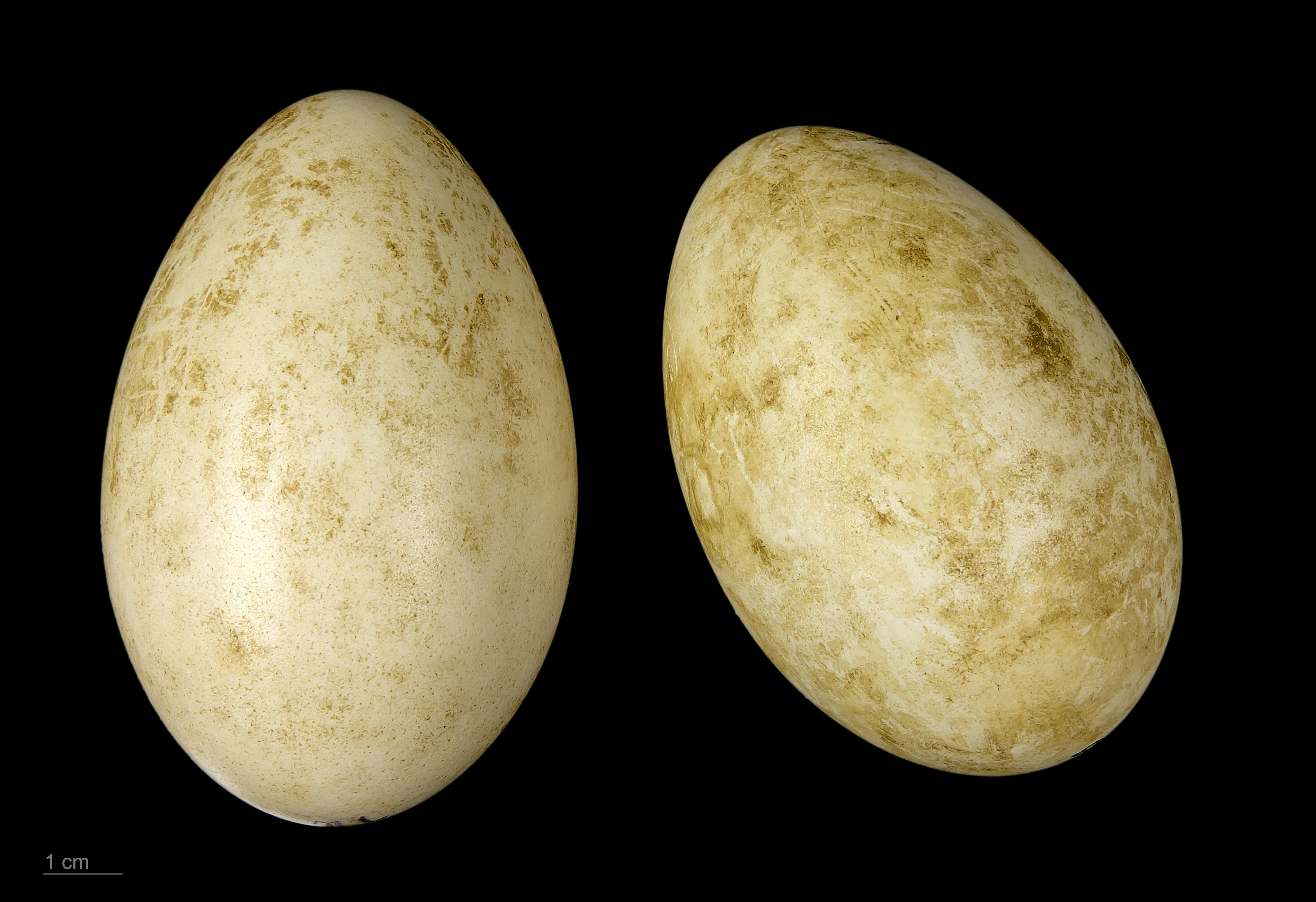
Anser indicus

Ngỗng Ấn Độ hay Ngỗng đầu sọc (danh pháp hai phần: Anser indicus) là một loài thuộc Họ Vịt, Bộ Ngỗng.

## Mô tả
Ngỗng Đầu thanh hay Đầu sọc (Anser indicus) được đặt tên từ hai thanh sợi lông màu nâu đen mà thông thường bọc quanh mặt sau của đầu của nó. Ngỗng này có một cơ thể màu xám ánh sáng, màu trắng trên mặt và cổ, chân màu da cam. Bàn chân có màng và nó có đôi cánh rộng.
Chim trưởng thành: Chiều dài là 71–76 cm và nặng 1,87-3,2 kg 
Môi trường sống mùa hè là hồ có độ cao. Loài này đã được báo cáo là di cư về phía nam từ Tây Tạng, Kazakhstan, Mông Cổ và Nga trước khi qua Himalaya. Sinh sản: Ngỗng đẻ 4-6 trứng màu trắng trong một ổ trứng, trứng cần khoảng 27 ngày để ấp.

## Phân bố
Thế giới: Trung Á (phía đông nam Nga, phía bắc Ấn Độ và miền Tây Trung Quốc) và di chuyển trên dãy Himalaya.
Việt Nam: